# Frithjof Fearnley
Frithjof Fearnley, född 16 december 1896 i Kristiania (nuvarande Oslo), död 18 april 1971, var en norsk skådespelare. Han var under en period gift med Randi Brænne.

## Filmografi
- 1925 – Fager er lien
- 1933 – En stille flirt
- 1946 – Om kjærligheten synger de
- 1949 – Vi flyger på Rio
- 1952 – Det kunne vært deg
- 1957 – På slaget åtte
- 1958 – Pastor Jarman kommer hjem
- 1959 – 5 loddrett
- 1961 – Strandhugg
- 1961 – Bussen
- 1961 – Et øye på hver finger
- 1968 – Prinsessa på villovägar
- 1970 – Mästertjuven